# Jeff Merkley
Jeffrey Alan Merkley, detto Jeff (Myrtle Creek, 24 ottobre 1956), è un politico statunitense, attuale senatore per lo stato dell'Oregon dal 2009 ed in precedenza membro della Camera dei Rappresentanti dell'Oregon dal 1999 al 2009.

## Biografia
Nato e cresciuto nell'Oregon, Merkley studiò a Stanford e a Princeton. Dopo aver lavorato nel mondo degli affari come analista, Merkley si dedicò alla politica con il Partito Democratico e nel 1998 venne eletto all'interno della legislatura statale dell'Oregon.
Nel 2008 decise di lasciare il seggio per candidarsi al Senato contro il repubblicano in carica Gordon Smith e riuscì a vincere le elezioni con un margine di tre punti percentuali.
Jeff Merkley è giudicato un democratico di vedute progressiste, specialmente per quanto riguarda i temi dei diritti LGBT e del conflitto in Iraq.
Coniugato con Mary Sorteberg, Merkley ha due figli.